# Lamprops quadriplicata
Lamprops quadriplicata är en kräftdjursart som beskrevs av Sidney Irving Smith 1879. Lamprops quadriplicata ingår i släktet Lamprops och familjen Lampropidae. Inga underarter finns listade i Catalogue of Life.